# Saucy Jacky-briefkaart
De "Saucy Jacky"-briefkaart is de naam van een brief die in 1888 ontvangen werd. Die brief was mogelijk geschreven door de seriemoordenaar Jack the Ripper. Omdat zo veel hoaxbrieven zijn ontvangen door onder meer Scotland Yard en de pers, is het onbekend of dit een authentieke brief van de Whitechapel-moordenaar was. De informatie die in de brief stond was reden genoeg voor de onderzoekers om er een kopie van openbaar te maken, in de hoop dat iemand het handschrift zou kunnen identificeren.
De tekst van de brief is in gebrekkig Engels gesteld, en luidt:

I was not codding dear old Boss when I gave you the tip, you'll hear about Saucy Jacky's work tomorrow double event this time number one squealed a bit couldn't finish straight off. Had not got time to get ears off for police thanks for keeping last letter back till I got to work again.

Jack the Ripper

In het Nederlands vertaald, bij benadering:

Het was geen grap toen ik je de tip gaf beste oude baas, morgen zal je over Saucy Jacky's werk horen[.] Dubbele gebeurtenis deze keer[,] nummer één heeft een beetje geschreeuwd[,] kon niet meteen beëindigd worden. Had niet [de] tijd gehad om [de] oren er af te halen voor [de] politie[.] Bedankt voor het tegenhouden van de laatste brief zodat ik verder kon werken
Jack the Ripper

De briefkaart, gestempeld en ontvangen op 1 oktober 1888, meldt dat twee slachtoffers bijna tegelijkertijd gedood worden: "dubbele gebeurtenis deze keer". Elizabeth Stride en Catherine Eddowes worden gedood in de ochtend van 30 september, en een deel van Eddowes' oor was op plaats delict gevonden als resultaat van gezichtsmutilaties die de misdadiger had uitgevoerd. Sommige auteurs hebben beweerd dat de brief was verstuurd voor de moorden werden gepubliceerd, maar de brief was gestempeld één dag nadat de moorden plaats hadden gevonden, toen details al bekendgemaakt waren aan verslaggevers en bewoners van het gebied. Later heeft de politie gemeld dat ze een specifieke verslaggever hebben geïdentificeerd als auteur van dit bericht en ook de eerdere Dear Boss-brief.

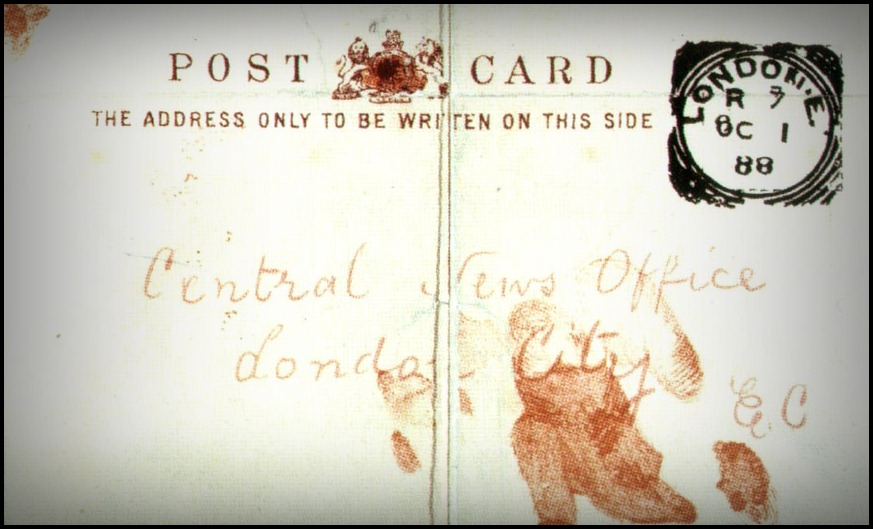
Een kopie van de voorkant van de Saucy Jacky briefkaart

In de jaren na de Rippermoorden is de Saucy Jacky-briefkaart uit het politiearchief verdwenen, vermoedelijk als souvenir gestolen. Alleen een kopie blijft nog over. De Dear Boss-brief was ook verdwenen maar werd in 1988 weer teruggevonden.